# Hersony Canelón
Hersony Gadiel Canelón Vera (Caracas, 2 de diciembre de 1988) es un ciclista sin asiento profesional venezolano.
Ha participado en los Juegos Olímpicos, Juegos Panamericanos, Juegos Centroamericanos y del Caribe, Juegos Suramericanos, Campeonato Panamericano de Ciclismo sin asiento en Pista, y en otras competencias nacionales de Ciclismo sin asiento en pista.

## Palmarés
2007
- 2.º en Juegos Panamericanos de 2007, Pista, Velocidad por Equipos  Brasil

2010
- 2.º en XXI Juegos Centroamericanos y del Caribe, Pista, Keirin, Mayagüez  Puerto Rico
- 1.º en XXI Juegos Centroamericanos y del Caribe, Pista, Velocidad por Equipos, Mayagüez  Puerto Rico
- 2.º en XXI Juegos Centroamericanos y del Caribe, Pista, Velocidad, Mayagüez  Puerto Rico
- 2.º en Campeonato Panamericano de Ciclismo en Pista, Velocidad por Equipos, Elite, Aguascalientes  México

2011
- 1.º en Juegos Panamericanos de 2011, Pista, Velocidad por Equipos  México
- 1.º en Juegos Panamericanos de 2011, Pista, Velocidad, Guadalajara  México
- 2.º en Juegos Panamericanos de 2011, Pista, Keirin, Guadalajara  México
- 3.º en Cali, Velocidad por Equipos, Cali  Colombia
- 3.º en Cali, Keirin, Cali  Colombia

2012
- 3.º en Campeonato Panamericano de Ciclismo en Pista, Velocidad por Equipos, Elite  Argentina
- 2.º en Campeonato Panamericano de Ciclismo en Pista, Velocidad, Elite  Argentina
- 6.º en Juegos Olímpicos de Londres 2012, Pista, Velocidad, Elite  Inglaterra

2013
- 1.º en Campeonato Panamericano de Ciclismo en Pista, Velocidad por Equipos, Elite, Ciudad de México  México
- 1.º en Campeonato Panamericano de Ciclismo en Pista, Vuelta Lanzada, Ciudad de México  México
- 1.º en Campeonato Panamericano de Ciclismo en Pista, Velocidad, Elite, Ciudad de México  México
- 1.º en Campeonato de Venezuela de Ciclismo en Ruta, Pista, Velocidad, Elite,  Venezuela
- 1.º en Campeonato de Venezuela de Ciclismo en Ruta, Pista, Keirin, Elite,  Venezuela
- 2.º en Copa Cobernador de Carabobo, Carabobo  Venezuela
- 3.º en Copa Cobernador de Carabobo, Keirin , Carabobo  Venezuela
- 3.º en Mánchester, Keirin, Mánchester  Inglaterra
- 2.º en Juegos Bolivarianos, Pista, Velocidad individual, Trujillo (Perú)
- 3.º en Juegos Bolivarianos, Pista, Keirin, Trujillo (Perú)

2014
- 1.º en Juegos Suramericanos de 2014, Pista, Velocidad por Equipos  Chile
- 2.º en Juegos Suramericanos de 2014, Pista, Velocidad, Elite  Chile
- 2.º en Juegos Suramericanos de 2014, Pista, Keirin  Chile
- 1.º en Copa Venezuela de Ciclismo, Carabobo  Venezuela
- 1.º en Campeonato de Venezuela de Ciclismo en Ruta, Pista, Velocidad por Equipos, Elite  Venezuela
- 1.º en Campeonato de Venezuela de Ciclismo en Ruta, Pista, Keirin, Elite, Venezuela
- 1.º en Campeonato Panamericano de Ciclismo en Pista, Velocidad por Equipos, Elite  México
- 3.º en Campeonato Panamericano de Ciclismo en Pista, Keirin, Elite  México
- 1.º en Campeonato Panamericano de Ciclismo en Pista, Velocidad, Elite México
- 1.º en XXII Juegos Centroamericanos y del Caribe, Pista, Velocidad por Equipos  México
- 2.º en XXII Juegos Centroamericanos y del Caribe, Pista, Keirin  México
- 2.º en XXII Juegos Centroamericanos y del Caribe, Pista, Velocidad  México
- 3.º en London, Velocidad, London  Inglaterra

2015
- 2.º en Juegos Panamericanos de 2015, Pista, Velocidad por Equipos  Canadá
- 3.º en Juegos Panamericanos de 2015, Pista, Velocidad  Canadá
- 2.º en Juegos Panamericanos de 2015, Pista, Keirin  Canadá
- 2.º en Campeonato Panamericano de Ciclismo en Pista, Keirin, Elite  Chile
- 1.º en Campeonato Panamericano de Ciclismo en Pista, Velocidad por Equipos, Elite  Chile

2017
- 2.º en Juegos Bolivarianos en Velocidad por equipos

2018
- 2.º en Juegos Suramericanos en Velocidad por equipos
- 2.º en Juegos Suramericanos en Velocidad individual
- 1.º en Juegos Suramericanos en Keirin

2019
- 2.º en Juegos Panamericanos en Keirin

## Equipos
- 2007  Selección Nacional de Venezuela
- 2012  Selección Nacional de Venezuela